# Eve Ensler
Eve Ensler, née le 25 mai 1953 à Scarsdale, est une dramaturge et une féministe américaine. Elle est surtout connue pour sa pièce de théâtre Les Monologues du vagin, jouée dans le monde entier.

## Biographie
Eve Ensler est née en 1953 d'un père juif new-yorkais et d'une mère cherokee. Son père est un cadre d'une entreprise, alors que sa mère est mère au foyer. Pendant sa jeunesse, son père abuse d'elle, alors que sa mère, qui sait, se tait. Elle fait deux fugues, mais est reprise et ramenée à la maison.
À 18 ans, cette jeune femme « juive laïque » est étudiante en littérature dans une petite université privée américaine, Middlebury College, dans l'État du Vermont.
En 1996, elle crée Les Monologues du vagin, texte qui est ensuite joué à Broadway, puis repris dans de nombreux pays.
Elle écrit, en 2005, The Good Body, une pièce sur le corps, fondée sur des témoignages féminins.
Ses Monologues du vagin, par les contraintes qu'elle impose — le texte doit être dit par une ou des femmes, jouant bénévolement, et les recettes doivent être versées à une association qui lutte contre les violences faites aux femmes — ont mené à la création de la fondation V-Day, association qui lutte contre les violences faites aux femmes. Différentes sections sont établies un peu partout dans le monde.
En 2019, Eve Ensler publie The Apology, une autofiction qui prend la forme d'une lettre d'aveux et d'excuses que lui aurait écrit son propre père par-delà la mort et où il reconnaîtrait et se repentirait pour les viols incestueux, les maltraitances et les humiliations qu'il a infligés à sa fille depuis ses cinq ans, et que l'autrice dédie « à toutes les femmes qui attendent encore des excuses ». L'ouvrage paraît en français en janvier 2020, aux éditions Denoël, sous le titre Pardon et dans une traduction d'Héloïse Esquié.

## Œuvres

### Théâtre
- Les Monologues du vagin, éditions Balland, coll. « Le Rayon », 1999[5].
- Un corps parfait  (trad. Michèle Fitoussi), Éditions Denoël, 2007 (ISBN 9782207257340).
- Je suis une créature émotionnelle, éditions 10-18, 2011[6].

### Essais
- Eve Ensler et Mollie Doyle (trad. Samia Touhami), Des mots pour agir contre les violences faites aux femmes : Souvenirs, monologues, pamphlets et prières, Éditions des femmes-Antoinette Fouque, 2010.
- Eve Ensler (trad. Héloïse Esquié), Enfin insécurisée : Vivre libre malgré le totalitarisme sécuritaire, Éditions Denoël, 2015 (ISBN 9782207259610).

### Autofiction
- Pardon  (trad. Héloïse Esquié), Éditions Denoël, 2020 (ISBN 9782207158609).

## Distinction
- 2015 : docteure honoris causa de l'université catholique de Louvain[7]